# Retroil·luminació

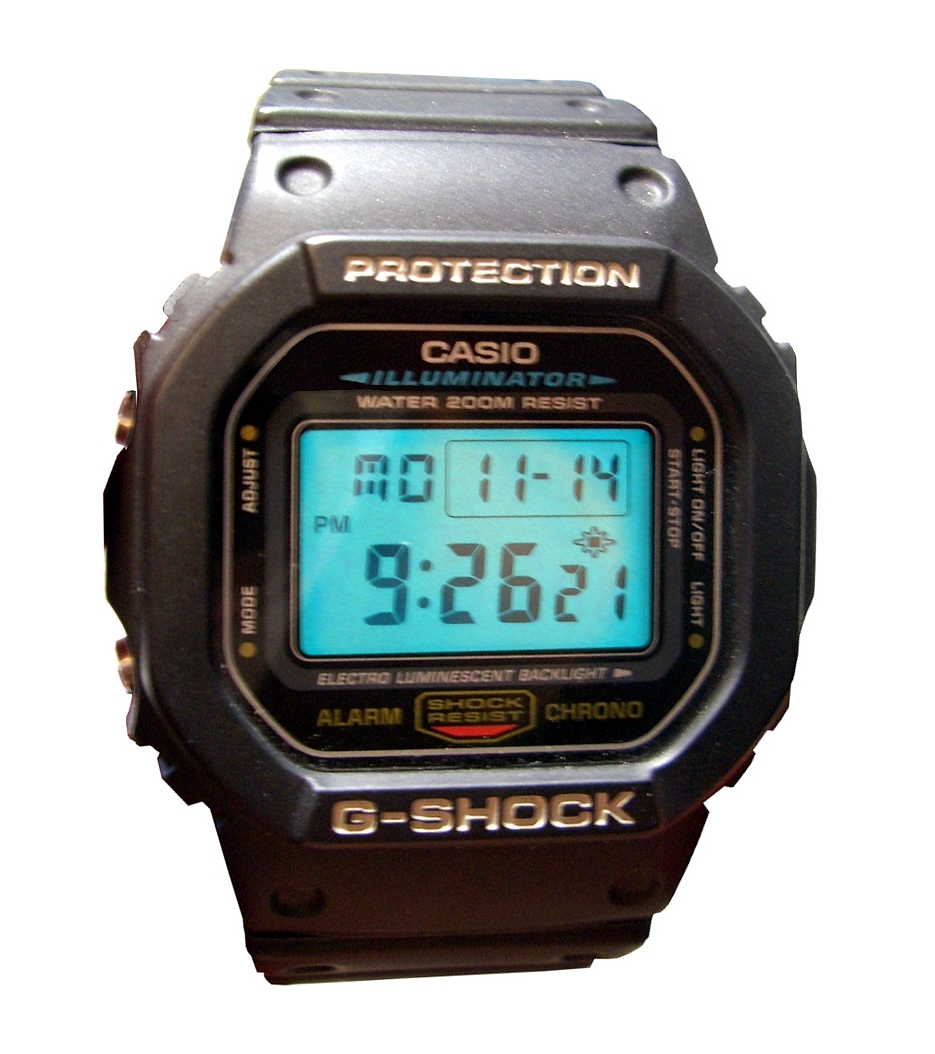
Casio G-Shock DW-5600E-1V, un dels primers rellotges amb retroil·luminació

La retroil·luminació és una tècnica d'il·luminació pel darrere permetent a les pantalles, sobretot aquelles de cristall líquid (LCD), gràcies a una font de llum difusa integrada, de millorar el contrast de la visualització i d'assegurar així una bona llegibilitat, fins i tot en un lloc fosc o mal il·luminat.